# Турун різнокольоровий
Турун різнокольоровий (Poecilus versicolor) — вид жуків родини турунових (Carabidae).

## Таксономія
Вперше цей вид був описаний у 1763 році Джованні Антоніо Скополі під назвою Carabus metallicus. Однак пріорітетною вважається видовий епітет, наданий йому в 1824 році Якобом Штурмом — Platysma versicolor.

## Поширення
Вид поширений в Європі та Північній Азії на схід до Японії. Мешкає на відкритих, рідко вкритих рослинністю територіях, як сухих, так і вологих, включаючи луки, пасовища, галявини, узлісся, перелоги, краї орних полів, посадки, ґрунтові дороги, узбіччя і колії.

## Опис
Жук завдовжки 9-12 мм. Надкрила зеленого, мідного, латунного або синього кольору з металевим відблиском, рідко буває чорного. Перші три членики антени (найближчі до голови) дещо стиснуті збоку і мають кіль у верхній частині. Перші два членики вусиків жовто-червоні. Вид дуже схожий на туруна мідного, але верхня сторона голови лише злегка пунктурована.